# Yvonne Brill
Pour les articles homonymes, voir Brill.
Yvonne Brill, née Yvonne Madelaine Claeys le 30 décembre 1924 à Winnipeg dans la province du Manitoba (Canada), et morte le 27 mars 2013, est une scientifique canadienne.
Elle travaille dans le domaine de la propulsion spatiale et invente un nouveau type de propulseur électrothermique appelé résistojet. Brill est nommée au National Inventors Hall of Fame en 2010, l'année suivante elle reçoit la National Medal of Technology and Innovation.

## Biographie
Yvonne Madelaine Claeys naît à Winnipeg dans le quartier de Saint-Vital. Ses parents, d'origine flamande, ont émigré au Canada avant de se rencontrer. Elle étudie à l'université du Manitoba, qui ne lui permet pas de choisir l'ingénierie comme matière principale (major) car les élèves ingénieurs suivent une formation obligatoire en dehors du campus, dans un camp dont les locaux ne sont pas aménagés pour les femmes. Elle se rabat sur les mathématiques et la chimie, et obtient un baccalauréat universitaire (bachelor's degree) en mathématiques en 1945.
La jeune femme est engagée par le constructeur aéronautique californien Douglas Aircraft Company. Elle travaille pour RAND, un think tank fondé par l'US Air Force et opérant sous contrat avec Douglas, qui étudie la possibilité d'envoyer un satellite artificiel en orbite. Elle travaille durant trois ans sur les premiers projets américains dans ce domaine. Elle rencontre William Franklin Brill, son futur mari, lors d'une conférence donnée par le chimiste et physicien Linus Pauling. Le couple se marie en 1951. Intéressée par la chimie appliquée à la propulsion spatiale, elle suit une formation (graduate program) après ses journées de travail chez Douglas et obtient en 1951 une maîtrise (master's degree) en chimie de l'université de Californie du Sud.
Yvonne Brill décide de suivre son mari lorsque celui-ci trouve du travail sur la côte est des États-Unis en 1952. Ils s'installent dans le Connecticut, puis à Princeton dans le New Jersey. Elle s'en explique par une boutade : « un bon mari est plus difficile à trouver qu'un bon emploi » (« Good husbands are harder to find than good jobs »). Elle travaille sur les statoréacteurs (ramjet engines) dans un laboratoire de recherche de la firme United Aircraft, puis sur les turboréacteurs et combustibles à haute énergie (en) (high-energy fuel) chez Wright Aeronautical. Yvonne Brill quitte la compagnie en 1957 pour s'occuper de ses enfants. Elle est engagée comme consultante à mi-temps chez FMC Corporation, une entreprise de fabrication de produits chimiques.
Yvonne Brill reprend un travail à temps plein et entre chez RCA Astro Electronics, une filiale de RCA, en 1966. Elle invente un nouveau type de propulseur électrothermique à applications spatiales, appelé résistojet ou electrothermal hydrazine thruster,. Le système, qui sert à maintenir les satellites en orbite, est breveté en 1972. Mis en service pour la première fois en 1983, il est toujours utilisé sur les satellites de télécommunications. De 1981 à 1983, Yvonne Brill est employée par la NASA, où elle dirige un programme de recherche sur la propulsion à propergol solide (solid rocket motor fuel program). Entre 1986 et 1991, elle travaille pour Inmarsat, une organisation intergouvernementale basée à Londres,.

## Récompenses
Yvonne Brill reçoit le SWE Achievement Award de la Society of Women Engineers (SWE) en 1986. Elle est élue à l'Académie nationale d'ingénierie des États-Unis (United States National Academy of Engineering) en 1987. En 1993, la médaille Resnik Challenger lui est décernée par la Society of Women Engineers. En 2001, elle reçoit la Nasa Distinguished Public Service Medal de la NASA. Le Wyld Propulsion Award de l'American Institute of Aeronautics and Astronautics (AIAA) et la médaille John Fritz (en) de l'American Association of Engineering Societies lui sont également attribués. En 2011, elle reçoit le prix Kate Gleason de l'American Society of Mechanical Engineers.
Elle est nommée au National Inventors Hall of Fame en 2010. L'année suivante, le président Barack Obama lui remet la National Medal of Technology and Innovation. Yvonne Brill est membre de l'AIAA et de la British Interplanetary Society.